# Binyamín Qedar
Binyamín Zev Qedar (2 de setembre del 1938) és un catedràtic emèrit d'Història de la Universitat Hebrea de Jerusalem. Ha estat president de la Societat per a l'Estudi de les Croades i l'Orient Llatí (1995-2002), president de la junta de l'Autoritat d'Antiguitats d'Israel (2000-2012) i vicepresident de l'Acadèmia Israeliana de Ciències i Humanitats (2010-2015). El 2019 fou guardonat amb el Premi EMET d'Història
 i el 2019 amb el Premi Israel de recerca històrica. El 2024 guanyà el Premi Gustave Schlumberger de l'Acadèmia de les inscripcions i llengües antigues.